# ФК Атромитос
ФK Атромитос (грч. Π.Α.Ε. Α.Π.Σ. Ατρόμητος Αθηνών) је грчки фудбалски клуб из Перистерија, који се тренутно такмичи у Суперлиги Грчке.

## Трофеји
- Куп Грчке:
  - Финалиста (2): 2010/11, 2011/12
- Друга лига Грчке:
  - Првак (1): 1979/80, 2008/09.